# Julia, du bist zauberhaft (Roman)
Julia, du bist zauberhaft (engl. Theatre) ist ein Roman von William Somerset Maugham, der 1937 bei Heinemann in London und bei Doubleday Doran in New York erschien.

## Inhalt
Die Vorgeschichte
Julia wird auf Jersey als Tochter eines Veterinärs geboren. Nach der Schulzeit besucht sie die Londoner Schauspielakademie. Mit 20 Jahren lernt sie ihren späteren Ehemann, den Schauspieler Michael Gosselyn kennen, ein schöner Mann, der allerdings ein miserabler Schauspieler ist. Sie heiratet Gosselyn, und es stellt sich heraus, dass er sich zu einem fähigen Theaterleiter und Regisseur entwickelt. Kurz nach Kriegsende bringt Julia – damals fast dreißig Jahre alt – den gemeinsamen Sohn Roger zur Welt, und die Liebe zu Gosselyn erkaltet. Trotz einer kleinen Erbschaft Gosselyns reicht das Geld nicht, um ein eigenes Theater in London zu erwerben. Da springt die reiche Dolly de Vries als Sponsorin ein. Dolly hat sich nämlich in Julia verliebt und möchte ihr immer nahe sein. Gosslyn nimmt eine Anleihe bei der Bank auf und pachtet ein Theater, das er „Siddons Theater“ nennt. Julia avanciert mit Kassenschlagern zum Star der Londoner Theaterszene. Sie wird reich und kann ihrem Sohn eine Ausbildung in Eton und in Cambridge finanzieren.
Die Geschichte
Julia hat viele Bewunderer ihrer Kunst, z. B. den reichen und gebildeten Lord Charles Tamerly, und sie hält sich einen Geliebten – den jungen Thomas Fennel. Tom ist nur fünf Jahre älter als ihr Sohn Roger. Lord Charles macht Julia seit Jahren den Hof, er gilt in der Londoner Aristokratie – irrtümlich – als Julias Geliebter, während sie mit Tom das Bett teilt. Bei dem Abenteuer mit Tom bleibt es nicht. Während einer Bahnfahrt zu Dolly nach Cannes hat Julia eine heftige Liebesnacht mit einem Wildfremden, einem Spanier.
Nach London heimgekehrt, muss Julia feststellen, dass Tom die Freundschaft zu Roger sucht und sie als dessen Mutter der älteren Generation zurechnet. Julia überhäuft nun Tom mit kostspieligen Geschenken, die Tom alle zurückgehen lässt.
Dolly belästigt mit ihrem eifersüchtigen Gejammer über Tom ihren Geschäftspartner Gosselyn, und der möchte sie gern loswerden. Dolly aber erweist sich als anhänglich. Gosselyn, der inzwischen Verdacht geschöpft hat, stellt Tom zur Rede, und Julia fürchtet um den Bestand ihrer Ehe. Sie fragt sich, ob Lord Charles sie heiraten wird, falls Gosselyn die Scheidung einreicht. Tom wendet sich nun der jungen Schauspielerin Avice Crichton zu und gibt Julia den Laufpass. Julia aber rächt sich an den beiden. Nach einer letzten Liebesnacht trennt sie sich von ihm und spinnt eine Intrige. Sie lobt das Talent ihrer Konkurrentin und empfiehlt sie ihrem Ehemann, der sie zu einem Star aufbauen soll. In ihrem ersten gemeinsamen Auftritt während der Premiere des Stücks „Heutzutage“ spielt Julia sie komplett an die Wand und verdirbt ihr mit aller Raffinesse das Bühnendebüt. Josselyn trennt sich von der Anfängerin.
Vor der Premiere entschließt sich Julia, Lord Charles nicht länger schmachten lassen und sein Werben zu erhören. Aber Lord ist zu ihrer Überraschung nicht wirklich interessiert. Julia kann sich das nur so erklären, dass Lord Charles entweder homosexuell oder impotent ist. Von Sohn Roger, der auf dem Weg nach Schottland ist, muss sie sich noch ein paar Wahrheiten sagen lassen, und sie ahnt, dass der Sohn über ihre Affäre mit Tom informiert ist. Es sieht so aus, als habe Julia nun endlich genug von ihren Affären.

## Form
Die Geschichte wird locker und leicht von einem allwissenden William Somerset Maugham vorgetragen. Meist ist Julias ironisch gefärbter Kommentar zum mitunter albernen Auftreten ihrer Dialogpartner in runde Klammern gesetzt. Diese Notation wird nicht durchgehalten. Julia denkt am anderen Ort auch ohne runde Klammern.

## Verfilmungen
Guy Bolton bearbeitete den Roman Theatre unter demselben Namen als Theaterstück. Premiere war am Hudson Theatre in New York. Das Stück erlebte 69 Vorstellungen und lief vom 12. November 1941 bis zum 10. Januar 1942.
Boltons Theaterstück bildet die Grundlage für die folgenden drei Verfilmungen.
- 1962: Julia, du bist zauberhaft, Regie Alfred Weidenmann mit Lilli Palmer und Charles Boyer
- 1978: Teatris von Jānis Streičs, ein lettischer Spielfilm mit Vija Artmane als Julia[2].
- 2004: Being Julia, Regie István Szabó mit Annette Bening, Jeremy Irons und Shaun Evans.

## Ausgaben
- Theatre. A Novel. Heinemann, London 1937.
- Theater. Roman. Aus dem Engl. von Renate Seiller. Bastei-Verlag, Wien 1937.
- Julia, du bist zauberhaft. Roman. Aus dem Englischen von Renate Seiller. 4. Aufl. Verlag Volk und Welt, Berlin 1983.